# Ben Woolf
Benjamin Eric Woolf (* 15. September 1980 in Fort Collins, Colorado; † 23. Februar 2015 in Los Angeles, Kalifornien) war ein US-amerikanischer Schauspieler. Bekannt wurde er durch seine Rollen als Meep und Infantata in zwei Staffeln der Fernsehserie American Horror Story.

## Leben
Ben Woolf wurde in Fort Collins als Sohn von Nicholas Woolf und Marcy Luikart geboren und wuchs in Fairfield, Iowa, auf. Von Geburt an litt er unter einem Wachstumshormonmangel, was bei ihm eine Kleinwüchsigkeit auslöste – so war er als Erwachsener nur 1,31 m groß. Im Jahre 1999 zog die Familie ins kalifornische Santa Barbara um, wo der junge Woolf aktiv Poolbillard und in Improvisationstheaterstücken spielte. Schließlich erlangte er an einem städtischen College einen Abschluss als Lehrer und unterrichtete fortan in einer Vorschule in Goleta, Kalifornien, bevor er schließlich 2010 nach Hollywood zog, um seinen Traum zu verwirklichen und Filmschauspieler zu werden.
Über seine Zeit als Lehrer sagte er einmal „…when you’re with children, you kind of live in a different world that doesn’t have any rules. It’s more imagination“. (dt. Wenn man von Kindern umgeben ist, befindet man sich in einer komplett anderen Welt. Einer Welt, in der es keine Regeln gibt und wo die Fantasie das Sagen hat.)
Bereits ab 2007 war Woolf in Fernsehproduktionen zu sehen gewesen, bevor er noch im Jahre seiner Ankunft in Los Angeles eine kleine Rolle im Horrorfilm Insidious erhielt. Ferner war er auch an einer Folge der Serie Dexter als Stuntman beteiligt. International wurde er jedoch erst durch sein Mitwirken in der Fernsehserie American Horror Story bekannt, wo er zwei verschiedene Nebenrollen besetzte.
Woolf verstarb am 23. Februar 2015 im Cedars-Sinai Medical Center im Alter von 34 Jahren an einem Schlaganfall, resultierend aus einer schweren Kopfverletzung, die er sich auf offener Straße zugezogen hatte, wo ihn der Seitenspiegel eines Autos traf.

## Filmografie (Auswahl)
- 2007: TV Face (2 Episoden)
- 2010: Insidious
- 2011, 2015: American Horror Story (5 Episoden)
- 2012: Eagleheart (Fernsehserie, Episode 2x05)
- 2012: Woggie
- 2013: Unlucky Charms
- 2013: Dead Kansas
- 2013: Haunting Charles Manson (Kurzfilm)
- 2015: Tales of Halloween